# Leunasalpeter
Leunasalpeter var ett kvävegödsel från Leunaverken i Tyskland, som framställdes av luftens fria kväve. Leunasalpeter innehöll 8 % salpeterkväve och 19 % ammoniakkväve. Det förra verkade ungefär som kvävet i kalksalpeter, det senare som kvävet i svavelsyrad ammoniak. Tillverkningen upphörde redan i början av 1900-talet.